# 李斐卿
李斐卿（1901年—1938年10月），原名李文诚，山东省东平县五区（现彭集街道）冯庄村人，中国近代政治人物。

## 生平
李斐卿出生贫寒，因生活所迫退学私塾，在苇子河村地主家里干零活，后作为伴读，陪同地主两个儿子入学赵氏私立小学。期间教书先生徐广仁发现其聪慧好学而对他进行重点培养。1918年，他考入东平县师范讲习所。1923年毕业后，在苇子河村元昌杂货铺当店员。1937年冬，中共东平县工委派强仁普到苇子河一带开展工作，并结识李斐卿。1938年1月，经强仁普介绍，李斐卿加入中国共产党。受县工委书记万里、工委委员于林甫、孟子明，共产党员强仁普、刘星、李冠元等领导，将其元昌杂货铺变成县工委的重要联络点。1938年5月，按照县工委的指示，李斐卿成立苇子河村党支部（东平县东平湖东第一个农村党支部），李斐卿出任书记。1938年5月10日，山东省委书记郭洪涛路经东平二区时，派联络员到苇子河元昌杂货铺找李斐卿接头。之后县工委决定把元昌杂货铺作为中共通讯联络站，由李斐卿负责，承担东平县工委同泰西特委、鲁西区党委、郓城中心县委的通讯联络任务。
1938年9月，陈伯衡、刘星率领的十支队东进挺进队，张北华、何光宇率领的山东西区人民抗敌自卫团先后进驻苇子河及附近村庄，李斐卿组织兵运，并获得赵厚虎等地主私藏武装枪支。1938年10月6日，汶上出现日伪军流窜进入东平县境内，李斐卿组织部队向大清河以北山区转移，同五区人民抗敌自卫团的长枪班长周茂田相遇，两人在路经七里屯村，碰上一支被中共收编的队伍。但该部内的破坏分子董汉卿、李渊吉以送他们为由向东而行为借口，在经过龙王沟时，杀害李斐卿（时年37岁）、重伤周茂田。山东西区人民抗敌自卫团闻讯后，派人将凶犯董汉卿、李渊吉抓获并枪决。接着，自卫团在四区为李斐卿召开了追悼会，何光宇主持追悼会，倪冠英致悼词。